# Ghoreta
Ghoreta (en népalais : घोरेटा) est un comité de développement villageois du Népal situé dans le district de Surkhet. Au recensement de 2011, il comptait 3 162 habitants.